# UFC 68
UFC 68: The Uprising è stato un evento di arti marziali miste tenuto dalla Ultimate Fighting Championship il 3 marzo 2007 al Nationwide Arena di Columbus, Stati Uniti d'America.

## Retroscena
L'evento coincise con l'Arnold Classic di quell'anno, che si tiene ogni anno proprio a Columbus.
È l'evento del ritorno di Randy Couture dal ritiro di un anno, decisione presa dopo aver fallito contro l'allora campione dei pesi mediomassimi Chuck Liddell a UFC 57; è anche il ritorno di Couture nella categoria dei pesi massimi, divisione nella quale non lottava dall'evento UFC 39.

## Risultati

### Card preliminare
- Incontro categoria Pesi Leggeri:  Jamie Varner contro  Jason Gilliam

Varner sconfisse Gilliam per sottomissione (strangolamento da dietro) a 1:34 del primo round.
- Incontro categoria Pesi Leggeri:  Gleison Tibau contro  Jason Dent

Tibau sconfisse Dent per decisione unanime (30-27, 30-27, 30-27).
- Incontro categoria Pesi Welter:  Jon Fitch contro  Luigi Fioravanti

Fitch sconfisse Fioravanti per sottomissione (strangolamento da dietro) a 3:05 del secondo round.
- Incontro categoria Pesi Mediomassimi:  Matt Hamill contro  Rex Holman

Hamill sconfisse Holman per KO Tecnico (pugni) a 4:00 del primo round.

### Card principale
- Incontro categoria Pesi Medi:  Martin Kampmann contro  Drew McFedries

Kampmann sconfisse McFedries per sottomissione (strangolamento triangolare) a 4:06 del primo round.
- Incontro categoria Pesi Mediomassimi:  Renato Sobral contro  Jason Lambert

Lambert sconfisse Sobral per KO (pugno) a 3:36 del secondo round.
- Incontro categoria Pesi Welter:  Matt Hughes contro  Chris Lytle

Hughes sconfisse Lytle per decisione unanime (30-27, 30-27, 30-27).
- Incontro categoria Pesi Medi:  Rich Franklin contro  Jason MacDonald

Franklin sconfisse MacDonald per KO Tecnico (stop dall'angolo) a 5:00 del secondo round.
- Incontro per il titolo dei Pesi Massimi:  Tim Sylvia (c) contro  Randy Couture

Couture sconfisse Sylvia per decisione unanime (50-45, 50-45, 50-45) e divenne il nuovo campione dei pesi massimi.